# Embryo (groupe)
Pour les articles homonymes, voir Embryo.
Embryo est un groupe allemand de jazz rock, krautrock et musiques du monde, originaire de Munich. Leur style musical est la combinaison de genres variés qui la rend difficile à classer.

## Histoire
En 1969, le groupe est formé par le multi-instrumentiste Christian Burchard (batterie, vibraphone, santour, claviers) et Edgar Hoffmann (saxophone, flûte). En date, plus de 400 musiciens ont joué dans ce collectif, certains, comme Charlie Mariano, Trilok Gurtu, Ramesh Shotham, Marty Cook, Yuri Parfenov, Allan Praskin, X.Nie, Nick McCarthy, Monty Waters et Mal Waldron, ayant joué à de multiples occasions. Les membres à long terme sont Edgar Hoffmann (saxophone, violon), Dieter Serfas (batterie), Roman Bunka (guitare, oud), Uve Müllrich (basse), Michael Wehmeyer (claviers), Chris Karrer (guitare, oud, violon, saxophone), Lothar Stahl (marimba, batterie), et Jens Polheide (basse, flute).
Avec Ton Steine Scherben a. o., ils sont le fondateurs du label Schneeball en 1976. En 1979, le groupe tourne neuf mois en Inde, tournée qui est documentée dans le film Vagabunden karawane. Embryo développe un style krautrock jazzy capable de mêler divers d'autres genres musicaux. La plupart de leurs albums sont enregistrés sur les quatre continents. Le groupe joue quelques festivals internationaux : en Inde (Mumbai Jazz 1979), Angleterre (Reading 1973), Nigeria (Port Harcourt Jazz 1987), et Japon (Wakayama 1991).
En 1981, Müllrich et Wehmeyer quittent Embryo pour former Embryo's Dissidenten qui deviendra Dissidenten.
Sur la route pour le Maroc en mars 2016 Christian Burchard est frappé par un accident vasculaire cérébral. Depuis, Marja Burchard (batterie, vibraphone, chant, trombone, clavier), fille de Christian Burchard, grandira au sein du groupe, qu'elle mènera. Le 17 janvier 2018, Christian Burchard décède à Munich à l'âge de 71 ans.

## Membres
- Christian Burchard - vibraphone, santour
- Dieter Serfas - batterie
- Marja Burchard - piano, marimba
- Mik Quantius - chant
- Jens Pollheide - basse
- Roman Bunka - oud, guitare

## Discographie
- 1970 : Opal (Ohr)
- 1971 : Embryo's Rache (United Artists)
- 1972 : Father Son and Holy Ghosts (United Artists)
- 1972 : Steig aus (Brain, a.k.a. This Is Embryo), featuring Mal Waldron
- 1973 : Rocksession (Brain), featuring Mal Waldron
- 1973 : We Keep On (BASF), avec Charlie Mariano
- 1975 : Surfin (Buk), avec Charlie Mariano
- 1976 : Bad Heads and Bad Cats (April), avec Charlie Mariano
- 1977 : Live (April), featuring Charlie Mariano
- 1979 : Embryo's Reise (Schneeball/Indigo)
- 1980 : Embryo / Karnataka College of Percussion / Charlie Mariano - Life (Schneeball)
- 1980 : Anthology (Materiali Sonori, compilation rééditée sur CD sous le titre Every Day Is Okay en 1992)
- 1982 : La blama sparozzi / Zwischenzonen (Schneeball)
- 1984 : Zack Glück (Materiali Sonori)
- 1985: Embryo & Yoruba Dun Dun Orchestra Feat. Muraina Oyelami (Schneeball)
- 1985 : Africa (Materiali Sonori)
- 1989 : Turn Peace (Schneeball), avec Mal Waldron
- 1994 : Ibn Battuta (Schneeball/Indigo), avec Marty Cook sur un morceau
- 1996 : Ni Hau (Schneeball/Indigo), avec Xizhi Nie
- 1998 : Live in Berlin (Schneeball)
- 1999 : Istanbul–Casablanca Tour 1998 (Schneeball/Indigo), avec Alan Praskin
- 1999 : Invisible Documents (Disconforme)
- 2000 : One Night in Barcelona (Recorded at the Joan Miró Foundation) (Disconforme), avec Yuri Parfenov
- 2001 : Live 2000, Vol. 1 (Schneeball)
- 2001 : Live 2001, Vol. 2 (Schneeball)
- 2003 : Bremen 1971 (Garden of Delights)
- 2003 : Hallo Mik (Schneeball/Indigo, live recordings)
- 2006 : Embryonnck avec le No-Neck Blues Band (Schneeball/Staubgold/Sound@One)
- 2006 : News (Ultimate)
- 2007 : Live im Wendland (Schneeball), concert de charité 2005 à Gorleben
- 2007 : For Eva, avec Mal Waldron
- 2008 : Freedom in Music, avec X. Nie
- 2008 : Live at Burg Herzberg Festival 2007 (Trip in Time)
- 2008 : Wiesbaden 1972 (Garden of Delights)
- 2010 : Embryo 40 (Trikont/Indigo, compilation)
- 2011 : Memory Lane, Vols. 1-3 (téléchargement), featuring Mal Waldron
- 2016 : It Do (Trikont/Indigo, compilation)
- 2017 : Umsonst und draußen – Vlotho 1977
- 2018 : Live at Kaschemme Basel
- 2020 : Embryo Paradise: Live in Japan 2019 (double album)
- 2020 : Live Behind The Green Door
- 2021 : Auf Auf